# Đường tỉnh 284
Đường tỉnh 284 hay tỉnh lộ 284, viết tắt ĐT284 hay TL284, là đường tỉnh ở tỉnh Bắc Ninh và thành phố Hải Phòng, Việt Nam.
Đường tỉnh 284 bắt đầu từ thị trấn Phồn Xương 21°28′39″B 106°07′36″Đ / 21,477576°B 106,126657°Đ huyện Yên Thế. Đường đi uốn lượn hướng nam qua thị trấn Nhã Nam 21°26′35″B 106°05′51″Đ / 21,44308°B 106,097484°Đ huyện Tân Yên, tới thành phố Bắc Giang.
Từ phía tây thành phố Bắc Giang ĐT284 đi hướng đông nam, qua Nham Biền 21°12′06″B 106°14′54″Đ / 21,20153°B 106,24844°Đ Thành phố Bắc Giang, tới Ngã ba Tiên Sơn 21°08′47″B 106°22′00″Đ / 21,146453°B 106,366583°Đ trên Quốc lộ 37 ở thành phố Chí Linh, tỉnh Hải Dương.
Hiện nay đường được gọi là Đường Tỉnh 398 nên đường là 284 cũ